# بیمارستان استانی ابردین (دماغه شرقی)
بیمارستان استانی ابردین (دماغه شرقی) (به انگلیسی: Aberdeen Provincial Hospital (Eastern Cape)) بیمارستانی همگانی در شهر کیپ شرقی آفریقای جنوبی است .